# 上石神井站
上石神井站（日语：／ Kami-shakujii eki */?）是位於日本東京都練馬區上石神井一丁目，屬於西武鐵道新宿線的鐵路車站。車站編號是SS13。

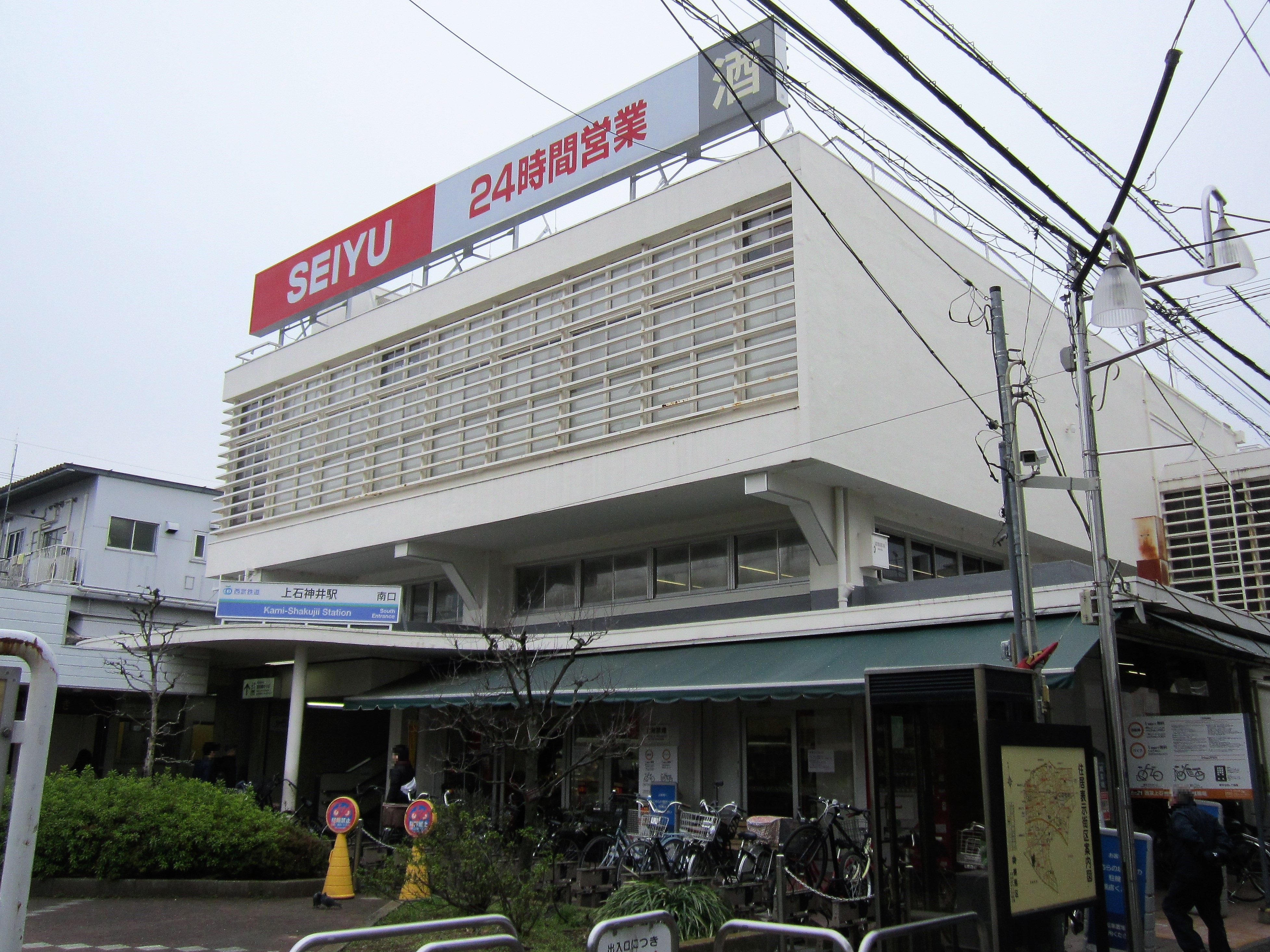
西友上石神井店與車站南口（2019年3月）

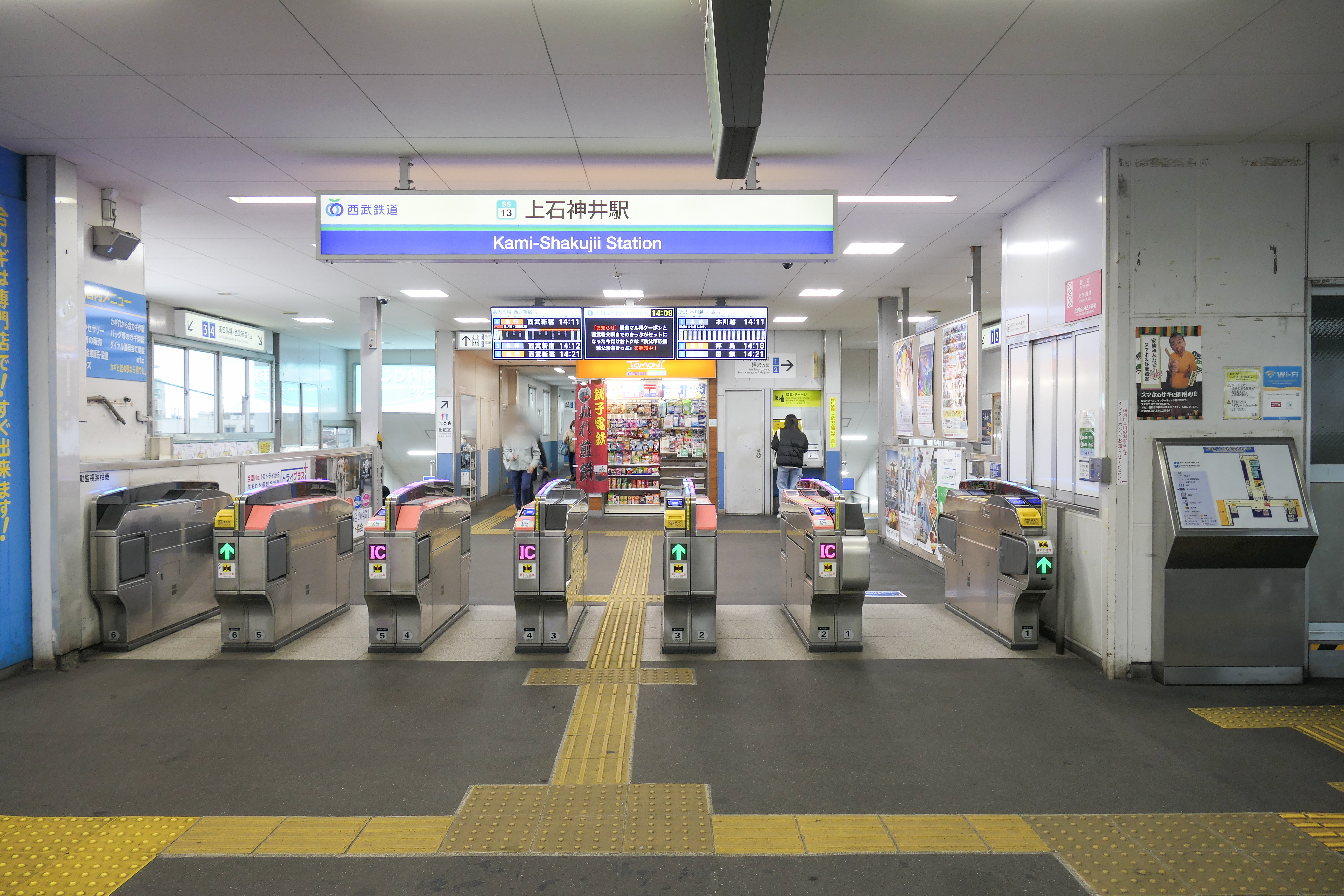
驗票口（2023年1月）

## 車站構造

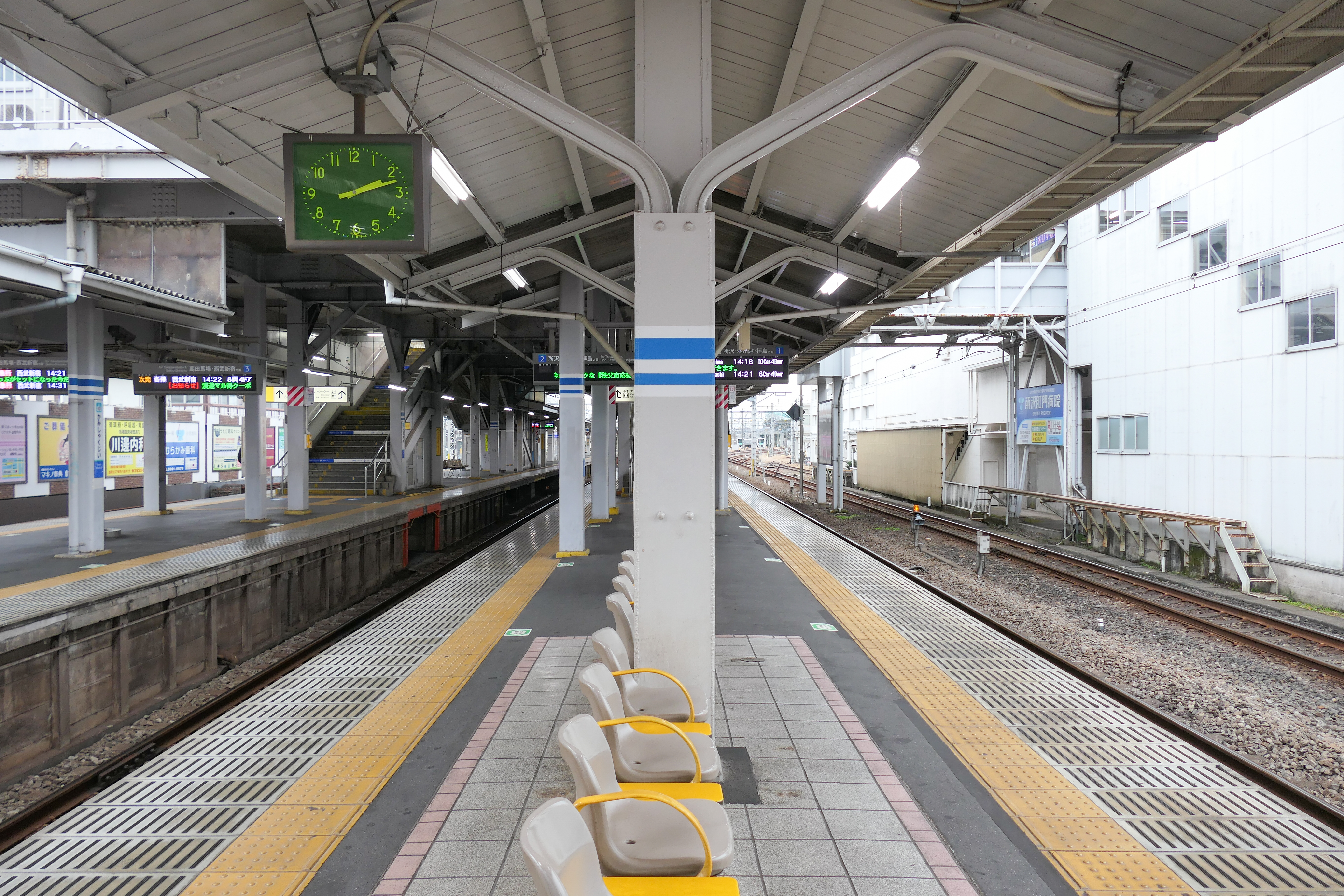
1號與2號月台（2023年1月）

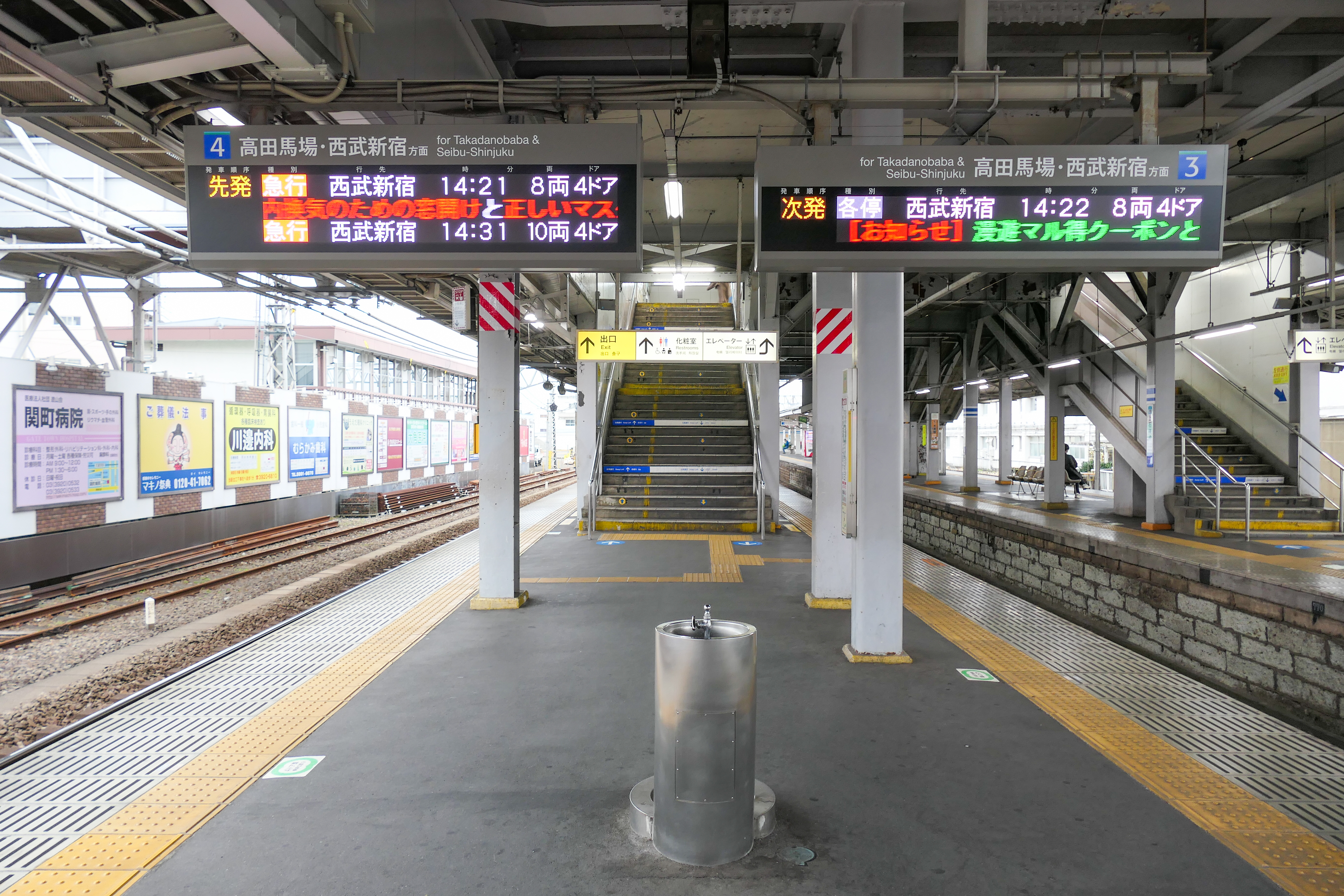
3號與4號月台（2023年1月）

本站為島式月台兩面三線的跨站式車站。

### 月台配置
| 月台 | 路線   | 方向 | 目的地                 |
| ---- | ------ | ---- | ---------------------- |
| 1・2 | 新宿線 | 下行 | 所澤、本川越、拜島方向 |
| 3、4 | 新宿線 | 上行 | 高田馬場、西武新宿方向 |

## 使用情況
2016年度1日平均上下車人次為44,202人，西武鐵道全部92個車站當中排行第21位。
近年1日平均上下車人次、上車人次的推移如下表。
| 年度               | 1日平均 上下車人次 | 1日平均 上車人次 | 來源     |
| ------------------ | ------------------ | ---------------- | -------- |
| 1990年（平成02年） |                    | 22,907           | [ * 1 ]  |
| 1991年（平成03年） |                    | 23,219           | [ * 2 ]  |
| 1992年（平成04年） |                    | 23,142           | [ * 3 ]  |
| 1993年（平成05年） |                    | 22,729           | [ * 4 ]  |
| 1994年（平成06年） |                    | 22,510           | [ * 5 ]  |
| 1995年（平成07年） |                    | 22,669           | [ * 6 ]  |
| 1996年（平成08年） |                    | 22,441           | [ * 7 ]  |
| 1997年（平成09年） | 44,216             | 22,340           | [ * 8 ]  |
| 1998年（平成10年） | 43,719             | 21,989           | [ * 9 ]  |
| 1999年（平成11年） | 43,576             | 21,913           | [ * 10 ] |
| 2000年（平成12年） | 43,419             | 21,805           | [ * 11 ] |
| 2001年（平成13年） | 43,828             | 21,951           | [ * 12 ] |
| 2002年（平成14年） | 43,404             | 21,677           | [ * 13 ] |
| 2003年（平成15年） | 43,727             | 21,833           | [ * 14 ] |
| 2004年（平成16年） | 43,355             | 21,627           | [ * 15 ] |
| 2005年（平成17年） | 43,294             | 21,625           | [ * 16 ] |
| 2006年（平成18年） | 43,386             | 21,652           | [ * 17 ] |
| 2007年（平成19年） | 43,987             | 22,000           | [ * 18 ] |
| 2008年（平成20年） | 44,668             | 22,351           | [ * 19 ] |
| 2009年（平成21年） | 44,329             | 22,184           | [ * 20 ] |
| 2010年（平成22年） | 43,382             | 21,723           | [ * 21 ] |
| 2011年（平成23年） | 42,287             | 21,232           | [ * 22 ] |
| 2012年（平成24年） | 43,091             | 21,510           | [ * 23 ] |
| 2013年（平成25年） | 43,643             | 21,868           | [ * 24 ] |
| 2014年（平成26年） | 42,451             | 21,269           | [ * 25 ] |
| 2015年（平成27年） | 43,369             |                  |          |
| 2016年（平成28年） | 44,202             |                  |          |

## 車站週邊
車站附近有密集的商業用地。車站北邊有公車車站。在車站南邊雖然有若干的空間但是非常的窄。
車站附近的道路不但非常的狹小，也因為公車會通過的關係所以不是很安全。
- 上石神井車輛基地（車檢區）
- 西武巴士上石神井營業所
- 西友上石神井店
- 東京都立井草高級中學
- 私立早稻田大學高級中學
- 千川街（東京都道439號椎名町上石神井線）
- 新青梅街道（東京都道245號杉並田無線）
- 關東巴士青梅街道營業所

## 巴士
特記以外西武巴士運行。

### 一般路線巴士
北口（操車場內）
- 吉60線：至成增站、至西武車庫經由石神井公園站北口
- 吉60－3線：至石神井公園站北口
- 吉60－2線：至谷原3丁目（臨時運行）經由石神井公園站北口
- 西03線：至大泉學園站南口（與關東巴士共同運行）
- 泉35線：至長久保循環（セコニック先回り）、途經都民農園長久保（不經過セコニック、臨時運行）
- 泉35-2線：至西武車庫（22時過後只限1班運行）經過セコニック、長久保
- 泉35-3線：至西武車庫（運行ダイヤ注意）

南口（西0x系統：携帯電話販賣店前與吉0x系統：三菱東京UFJ銀行前的2處）
- 吉60線：至吉祥寺站
- 吉60－1線：至吉祥寺站
- 西02線：至西荻窪站（關東巴士）
- 西03線：至西荻窪站（與關東巴士共同運行）
- 至青梅街道營業所（關東巴士）（臨時運行）

### 社區巴士
- 練馬區福祉社區巴士：關町福祉園－順天堂練馬醫院路線

北口的巴士操車場內巴士停（與路線巴士相同停留所）起開車。

## 歷史
- 1927年4月16日－開業。
- 1970年代 - 完成現在的跨站式站房。
- 1995年－南口設置電扶梯。
- 2004年3月 - 車站內部改裝（電梯設置、洗手間移設、改裝）。

## 相鄰車站
西武鐵道
 新宿線
■通勤急行（只限上行）、■急行
鷺之宮（SS09）－上石神井（SS13）－田無（SS17）
■準急（武藏關方向自此站起各站停車）
鷺之宮（SS09）－上石神井（SS13）－武藏關（SS14）
■各站停車
上井草（SS12）－上石神井（SS13）－武藏關（SS14）

## 外部連結
- 上石神井 - 西武鐵道